# Laguncularieae
Laguncularieae  es una tribu  de plantas con flores en la familia Combretaceae.  El género tipo es: Laguncularia C. F. Gaertn. Contiene las siguientes subtribus.

## Géneros
- Bruguiera Thouars = Lumnitzera Willd.
- Dansiea Byrnes
- Funckia Dennst. = Lumnitzera Willd.
- Laguncularia C. F. Gaertn.
- Lumnitzera Willd.
- Macropteranthes F. Muell.
- Pokornya Montrouz. = Lumnitzera Willd.
- Problastes Reinw. = Lumnitzera Willd.
- Pyrrhanthus Jack = Lumnitzera Willd.